# René Solís de Ovando Segovia

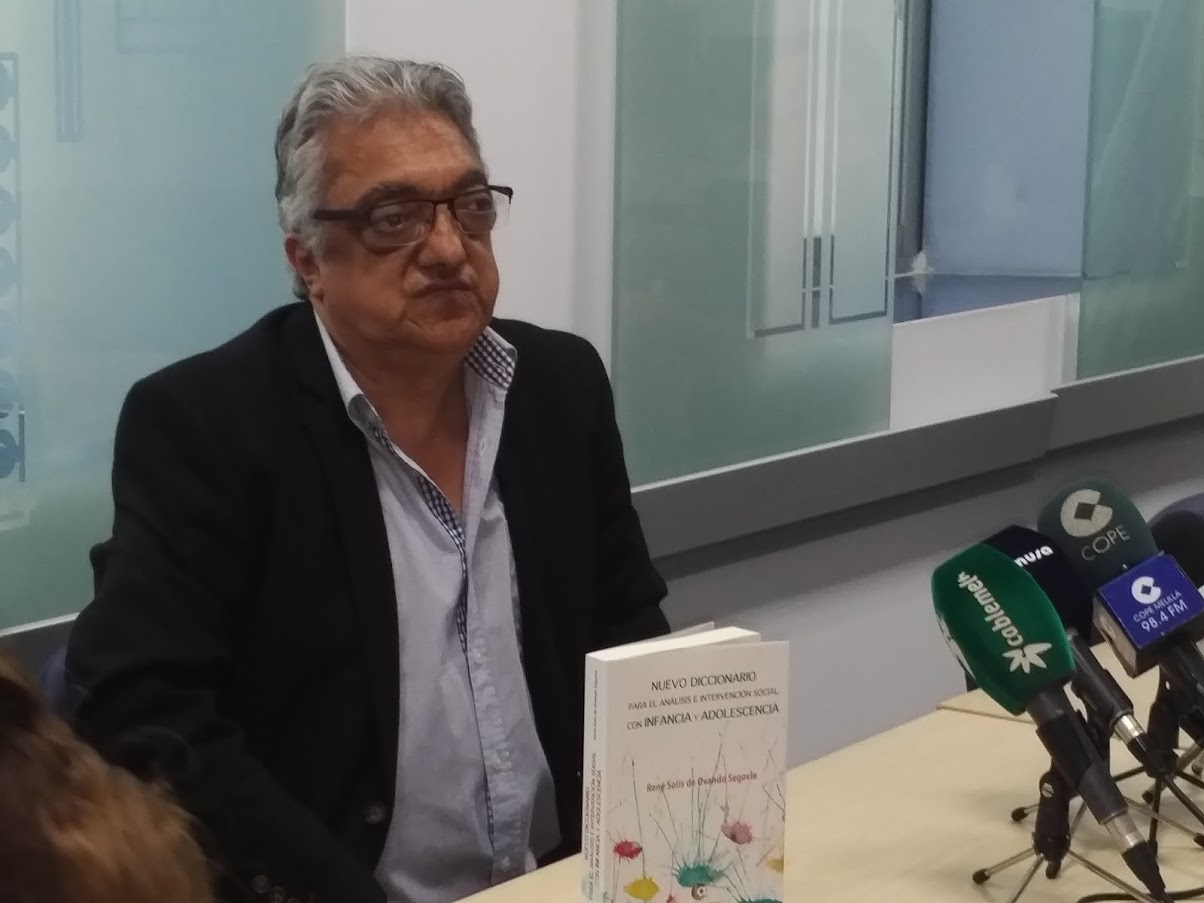
René Solís de Ovando Segovia

René Solís de Ovando Segovia (Santiago de Chile, 1953) es un psicólogo experto en análisis y metodología de la intervención social, especialmente con infancia y adolescencia, que ha desempeñado funciones de planificación y proyecto de programas sociales en la Administración General del Estado de España.

## Biografía
Nació en Santiago de Chile en 1953, pero en 1974 se traslada con su familia a vivir a Madrid (España), ciudad en la que estudia y desarrolla su carrera profesional. Obtiene la nacionalidad española en 1977.
Es licenciado en Psicología por la Universidad Complutense de Madrid, donde también se especializa en psicología social y de las organizaciones; unos años después obtiene el título de magister en Gerencia de Servicios Sociales en la misma universidad madrileña.
Es autor de publicaciones sobre competencia social y servicios sociales, política y metodología de la intervención social, sistemas de protección social y de servicios sociales, educación social, programas de prevención y atención del maltrato infantil, sistemas de notificación y registro de casos de maltrato infantil, etc. Sus obras más relevantes son el “Nuevo diccionario para el análisis e intervención con Infancia y Adolescencia” (2016), “Criterios de calidad para centros de protección a la infancia y la adolescencia” (2019), así como "Psicología Jurídica y Redes Sociales: Área Familia (Cáp. 9)", editado por la Fundación Universidad y Empresa en 1999.
Profesor en múltiples cursos y programas de capacitación sobre política social, sistemas de prevención y atención a la infancia en desventaja o desprotección, trata/tráfico de seres humanos y explotación laboral, sistemas de alerta temprana de riesgo de desprotección y desamparo infantil, en universidades, comunidades autónomas, administraciones locales, organismos públicos y privados, tanto en España como en el extranjero.
En 2017, con un equipo de profesionales españoles y chilenos, funda el Centro Iberoamericano de Estudios Sociales – CIBES, del cual es director.

## Premios
En 1989 obtiene el primer premio por su investigación/tesis: La Prestación de Ayuda a Domicilio, en el I Concurso de Investigaciones Sociales, otorgado por la Junta de Comunidades de Castilla La-Mancha .

## Publicaciones destacadas
- El modelo de Competencia Social y los Servicios Sociales Revista CAS N.º 25 (Cuadernos de Acción Social); Ministerio de Trabajo y Seguridad Social, 1990
- Avances en Política Social: Sistema Público y Privado en Servicios Sociales. Diputación Provincial de Granada, 1991
- Reflexiones en voz alta sobre asociaciones ciudadanas y municipios: una cuestión de voluntad política y de participación social. Revista: Intervención Psicosocial N.º 9, Colegio Oficial de Psicólogos de Madrid, 1994[7]

- Psicología Jurídica y Redes Sociales: Área Familia (Cáp. 9). Fundación Universidad y Empresa. Madrid, 1999

- Los malos tratos a la infancia: aproximación al problema, identificación de factores de riesgo y el reto de la prevención.  El Observador, Ministerio de Justicia / Servicio Nacional de Menores, Santiago de Chile, 2001
- Los Centros de Día como recurso para la Infancia y la Adolescencia. Comunidad de Madrid, 2002
- El Sistema de Protección Social a la Infancia en España. Ministerio de Justicia, Servicio Nacional de Menores de Chile, 2004.
- La función socializadora de la familia. Revista “PROYECTO”.(Número especial) Fundación Proyecto Hombre, Madrid 2006.
- Intervención Social con Familias: una propuesta metodológica desde la educación no-formal y su imprescindible coordinación con otros agentes sociales. 5ª CONFERENCIA INTERNACIONAL DE LA RED EUROPEA DE INVESTIGACIÓN EN EDUCACIÓN FAMILIAR (ERNAPE ) Oviedo, 2005 España.[8]
- Revisión de “Intervención social con familias: una propuesta, metodológica desde la educación no-formal”,  Papeles Salmantinos de Educación Nº 14, Universidad Pontificia de Salamanca, 2010.
- El Registro Unificado de casos de sospecha de Maltrato Infantil. Infancia, juventud y Ley Nº 5. Madrid, 2013
- Protección jurídica de las personas menores de edad frente a la violencia. ARANZADI Thomson Reuters. Madrid, 2017. ISBN 978-84-9152-733-6
- Infancia, Pandemia y Derechos: Treinta años de la Convención sobre los Derechos del Niño en España. ARANZADI Thomson Reuters. Madrid, 2020. ISBN 978-84-1345-041-4

## Libros
- Diccionario de política e intervención social sobre infancia y adolescencia. Madrid: ARANZADI Thomson Reuters, 2014. ISBN 978-84-9059-852-8
- Nuevo diccionario para el análisis e intervención con Infancia y Adolescencia. Madrid: Letras de Autor, 2016. ISBN 978-84-16760-*60-2
- Criterios de calidad para centros de protección a la infancia y la adolescencia. Centro Iberoamericano de Estudios Sociales-CIBES (2019). ISBN 978-84-17692-44-5

## Artículos en prensa
- El Mostrador 6 de junio de 2017: Mejorar la protección social, un compromiso ineludible.[9]
- Diario  UdeChile, 22 junio: El Sename: culpable o chivo expiatorio.[10]
- El Mostrador, 18 de agosto de 2019: Las tres heridas en la protección a la infancia en Chile.[11]
- El Mostrador, 27 de octubre de 2019: Chile demanda un cambio de paradigma político que le haga recuperar la confianza.[12]
- El Mostrador, 13 de septiembre de 2021: Desaparece el Sename: ¿desaparecen los problemas de la infancia desfavorecida?[13]
- El Mostrador, 4 de octubre de 2021: El problema de la inmigración en Iquique tiene mal arreglo[14]
- El Mostrador,  28 de octubre de 2021: Las pensiones, un derecho humano que la nueva Constitución debe reconocer[15]
- El Mostrador, 4 de diciembre de 2021: Elecciones presidenciales y derechos sociales: lo que se juega el 19 de diciembre[16]